# Bo-Kaap
Bo-Kaap è un quartiere storico di Città del Capo in Sudafrica, un tempo noto come Quartiere Malese. Ex township, Bo-Kaap è situato sulle pendici di Signal Hill, il rilievo dominante sul centro cittadino, all'interno del City Bowl. Vi si trova inoltre la storica moschea Nurul Islam, edificata nel 1844.
Bo-Kaap è tradizionalmente un'area multiculturale, conosciuta per i colori accesi delle sue case e per le sue vie ciottolate.

## Storia
Nel 1760 Jan de Waal acquistò da Alexander Coel un lotto di terra ai piedi di Signal Hill, tra Dorp Street e Wale Street. Un anno più tardi egli ingrandì i propri terreni, estendendoli fino all'attuale Chiappini Street. A partire dal 1763, de Waal fece costruire diverse piccole huurhuisjes (case da affittare) sulla proprietà per alloggiarvi i propri schiavi. Le prime tre di queste abitazioni si trovano al numero 71 di Wale Street (oggi Bokaap Museum), sopra Buitengracht Street, e al 42 di Leeuwen Street.

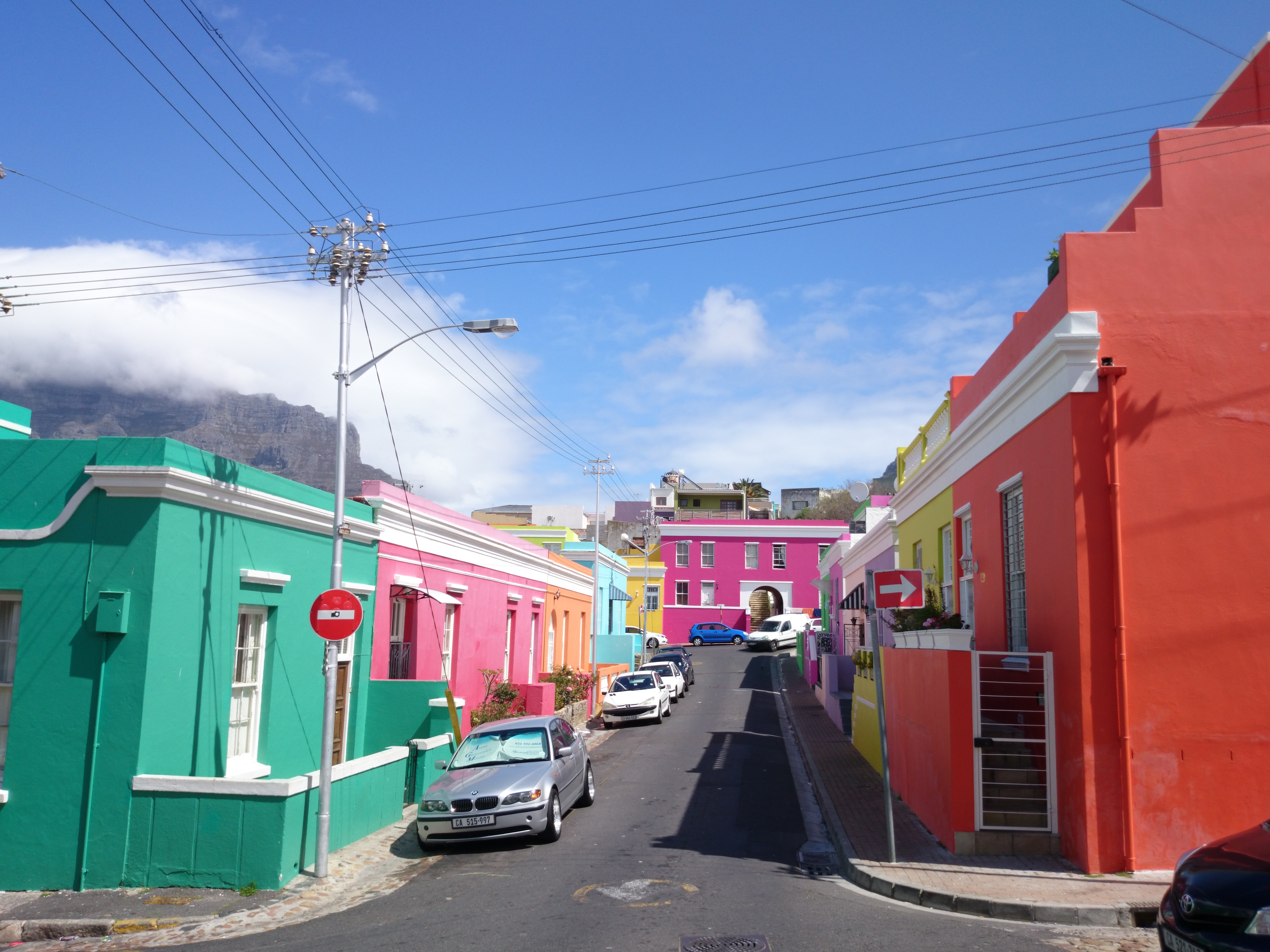
I caratteristici edifici colorati di Bo-Kaap

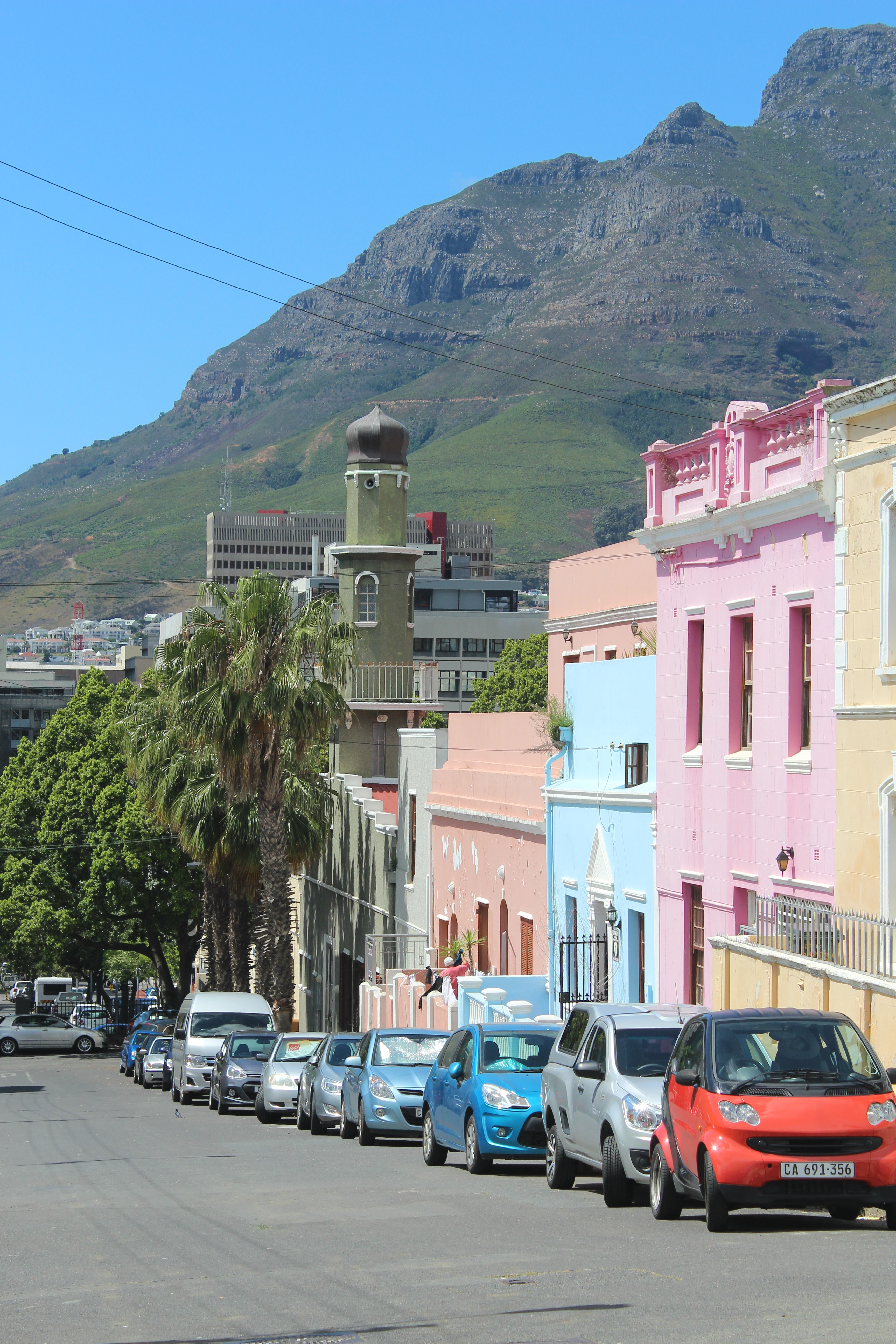
Dorp Street con la moschea di Auwal

Siccome le tribù aborigene locali erano resistenti agli olandesi, gli schiavi furono inizialmente importati dalla Malesia, dall'Indonesia e da altre parti dell'Africa; da qui il nome di "Quartiere Malese". La maggior parte dei nuovi abitanti era di fede musulmana, motivo per cui nell'area sorsero in breve tempo numerose moschee, la più antica delle quali è la moschea Auwal di Dorp Street, presente già nel 1740. Tra il 1790 e il 1825 vennero costruite altre abitazioni in stile coloniale olandese del Capo e in stile georgiano per andare incontro alla continua crescita demografica dell'area, dettata soprattutto dall'insediamento, nel quartiere, di commercianti e artigiani. Ulteriori musulmani continuarono a insediarsi nella zona, tra cui diversi esiliati politici di Giava e Ceylon negli anni Venti dell'Ottocento. Dopo l'emancipazione schiavile del 1834 e l'arrivo di numerosi schiavi liberati, i costruttori fecero edificare diverse schiere di strette e profonde huurhuisjes.
Le facciate delle case di Bo-Kaap sono state dipinte con colori sgargianti come forte espressione di libertà da parte dei nuovi proprietari, in quanto tutte le abitazioni erano originariamente dipinte di bianco.
S'iniziò a tutelare il quartiere nel 1943, quando 15 case vennero ristrutturate grazie ad alcuni prominenti cittadini, con il sostegno della Commissione dei monumenti storici. Nel 1966 una porzione dell'area venne destinata a diventare monumento nazionale, mentre a partire dal 1971 l'amministrazione cittadina ha intrapreso il recupero e il restauro delle abitazioni e delle vie, con 48 unità completate già nel 1975.

### Gentrificazione
In conseguenza dello sviluppo economico e dell'espansione di Città del Capo e dopo la fine delle politiche di segregazione razziale dell'apartheid, Bo-Kaap è diventato un quartiere sempre più ricercato nel settore immobiliare per via della sua posizione, delle sue pittoresche vie ciottolate e delle sue caratteristiche architetture. Sempre più, pertanto, questa ristretta comunità "sta perdendo il suo carattere distintivo in quanto sono numerosi i ricchi che traslocano nel quartiere anche attirati dalla possibilità di acquistare una proprietà all'interno del City Bowl ad un prezzo altamente conveniente". Ne è sorto un conflitto interno alla comunità dei residenti: la vendita di immobili è la causa dello sfratto e dell'esclusione degli abitanti originari, più poveri degli acquirenti.